# Jeff Conaway
Jeff Conaway (Nova Iorque, 5 de outubro de 1950 - Los Angeles, 27 de maio de 2011) foi um ator americano. Conhecido pelos personagens Zack Allan da série de televisão Babylon 5, Kenickie no filme Grease de 1978 e Travis, no filme Elvira, a Rainha das Trevas, de 1988.
Morreu de uma overdose de medicamentos, e álcool, no dia 27 de maio de 2011.